# Селеево (Новгородская область)
Селеево — деревня в Поддорском муниципальном районе Новгородской области, административный центр Селеевского сельского поселения.
Селеево расположено на правом берегу Ловати; на противоположном берегу, выше по течению Ловати — деревня Шалыжино, а ниже — деревня Рябково, которая соединена Селеевым автомобильным мостом. Селеево находится на высоте 71 м над уровнем моря.

## Экономика, социально-значимые объекты и достопримечательности
С 1957 года в Селееве действует Селеевская семилетняя школа, с 1997 года — начальная школа — детский сад, с 2008 года Муниципальное образовательное учреждение для детей дошкольного и младшего школьного возраста начальная школа — детский сад. Действуют лесоперерабатывающие промышленные предприятия ООО «Ильмень-Сеи», ООО «Селеево-Лес» и ООО «СЕЛЬВО 2», участок Поддорского лесхоза, имеется врачебная амбулатория, Дом культуры, сельская библиотека. Работают магазины РайПО. Есть отделение почтовой связи «ФГУП Почта России».

## Транспорт
Селеево соединено регулярным пассажирским автобусным сообщением с Великим Новгородом, Старой Руссой, Поддорьем и Шимском. Прежде действовала лесовозная узкоколейная железная дорога Селеево — Пролетарий — Пустошка — Клины.